# Леон Шенкер
Леон Шенкер (1903—1965) — польський художник, бізнесмен і громадський діяч. Шенкер був відомий тим, що організував імміграційне бюро в Освенцимі (перейменоване нацистськими окупантами в Аушвіц) з метою допомогти євреям покинути окуповану Польщу і врятувати їх життя.

## Біографія
Сім'я Шенкер оселилася в Освенцимі приблизно в середині ХІХ століття. Наступні покоління Шенкерів зробили великий внесок у фінансовий і культурний розвиток Освенцима. Сім'я була відома тим, що підтримувала тісні стосунки з місцевими жителями, як євреями, так і християнами, а також працювала в міській раді. Батьком Леона був Юзеф Шенкер, відомий промисловець, який в 1905 році заснував фабрику з виробництва пестицидів під назвою A. E. Шенкер, пізніше перейменовану в ТОВ «Фабрика штучних добрив Агрохімія». Він був членом міської ради, ізраїльської релігійної громади та Ощадного банку міста Освенцим.
Під час Першої світової війни сім'я Шенкер переїхала до Відня, де 15-річний Леон вступив до академії образотворчого мистецтва. Після війни він продовжив навчання в Парижі та Амстердамі. У 1922 році він повернувся до Польщі, спочатку оселившись у Кракові, де почав писати місцеві статті. Він був одним із засновників Асоціації єврейських художників і скульпторів і врешті-решт був обраний її президентом. Його багатобарвні декорації прикрасили інтер'єр синагоги Вольфа Поппера в єврейському районі Кракова Казімеже. Він публікувався в ряді щоденних газет і журналів, в тому числі в «Новому щоденнику», «Новому журналі» і «Мистецтво і сучасне життя». У міжвоєнний період він вже був визнаним художником, добре відомим міщанином Кракова і Освенцима. Його роботи знаходяться в колекціях Академії Бецалель в Єрусалимі і в Ермітажі.

## Еміграційне бюро
У 1939 році Леон став президентом Єврейської ради старійшин в Освенцимі (перейменованого німцями в Аушвіц), взявши на себе відповідальність за долю єврейської громади міста. У перші місяці війни він очолив Бюро у справах еміграції і брав участь у переговорах з німецькою владою в Берліні. Зусилля з переселення польських євреїв не увінчалися успіхом, і німецька влада звільнила Шенкера, вибравши на його місце більш поступливого голову Ради старійшин. Спроба Шенкера врятувати євреїв Сілезії та її подальше продовження закінчилися невдачею, і переважна більшість місцевих євреїв, як і решта їх європейського населення, були вбиті під час Голокосту. Історія імміграційного бюро викладена в книзі Хенріка Шенкера «Дотик янгола».

## Після 1940 року
На початку 1940 року сім'я була змушена тікати з міста. Вони пройшли через Краків, Величку і гетто в Тарнові і Бохні. Завдяки підробленим документам вони опинилися в спеціальному відділенні табору Берген-Бельзен як Палестинські громадяни, які очікують обміну. Після евакуації вони були звільнені. Після звільнення Шенкери повернулися в своє рідне місто. Леон знову відкрив агрохімічну фабрику і зайняв пост президента єврейської релігійної асоціації. Він став брати участь в наданні допомоги тим, хто вижив і відновленні єврейського життя і самого міста. Однак в 1949 році комуністи конфіскували його фабрику і ув'язнили в рамках війни з приватним бізнесом. У 1955 році родині було видано дозвіл на виїзд з країни. Вони вирушили до Відня, а потім до Ізраїлю. Леон Шенкер помер у 1965 році в Рамат-Йосефі у віці 62 років.